# Toque Show
Toque Show est une émission de télévision française, diffusée sur M6 du 17 avril 2017 au 23 juin 2017. Elle est diffusée du lundi au vendredi à 11 h 45. Elle est présentée par Norbert Tarayre,,,,,,.
La musique du générique est inspirée de I Feel So Bad de Kungs.[réf. souhaitée]

## Participants
- Norbert Tarayre : animation
- Nathalie Nguyen : co-animation
- Jacky Ribault : co-animation
- Georgiana Viou : co-animation
- Frédéric Charlet : co-animation

Sources : ,,,,,,

## Principe
Chaque jour, Norbert et sa "brigade" de chefs réalisent des défis proposés par des téléspectateurs. Ceux-ci sont préparés en amont par les chefs, et lors de l'émission, chaque chef présente ce qu'il a réalisé,,,,,,.